# 中村経長
中村 経長（なかむら つねなが、旧字体：中村 經長）は、鎌倉時代後期から南北朝時代の武将。中村太郎、左衛門尉。中村朝定より5代孫。中村城主。

## 生涯

### 中先代の乱
中村朝定が鎌倉幕府により鎌倉に舘を持ち終生の管理下に置かれたためそれより数代にわたり中村城が城主不在となっていた。鎌倉時代後期頃、伊勢神宮領小栗郷「小栗御厨」を管理していた小栗重貞が鎌倉幕府より中村荘の地頭に任ぜられ中村領を管理していた。
経長は、幕府滅亡後に建武の新政にあった足利尊氏に与した。建武2年（1335年）7月に起きた中先代の乱では、尊氏の軍にあって相模川の戦いで北条時行の軍を撃破する功を立て、本領の中村荘を回復し再び中村氏が城主となった。

### 南北朝時代
延元元年/建武3年（1336年）、足利尊氏が摂津豊島河原の戦いで新田義貞軍に大敗を喫し九州に落ち延び失脚した。尊氏の失脚を受け経長は中村城において援護の段が断たれた。父中村義元や同族伊佐氏が伊佐の地にて宗藩の伊達行朝とともに北畠顕家の軍にあっため、経長は伊達行朝の介により南朝方に属することになった。
延元2年/建武4年（1337年）8月、顕家軍が白河関を越えて下野に入った際に経長は中村城より自軍を進め、伊達行朝軍とともに足利方の小山城を攻略し陥落させた。12月には利根川の戦いの利根川において、安保原の戦いの安保原においてそれぞれ足利義詮軍を討ち破った。その後宇都宮公綱が加わり、経長は行朝とともに顕家軍にあって鎌倉を攻略した（杉本城の戦い）。
延元3年/暦応元年（1338年）7月、鎮守府将軍に任命された北畠顕信が北畠親房と共に後醍醐天皇皇子の義良親王、宗良親王に供奉して伊勢に下向した。9月、義良親王、宗良親王は伊勢より海を渡り陸奥国に赴こうとし、経長は行朝、結城宗広とともに供奉の船上にあった。度会の大湊より東国に到らんとした際に途中で暴風にあい兵船が四方に散乱し、経長、親房、行朝の船は常陸国の海岸に漂着した。
親房は小田治久の招聘により神宮寺城に入り、経長、行朝は中村城へと帰還した。親房は北朝軍に攻め込まれるも持久の策なく神宮寺城から阿波崎城、そして小田城へと逃避し、小田城において関東各地の反幕勢力の結集を呼びかけた。遂には宇都宮公綱・芳賀高貞が北朝方に味方したために小山朝氏を招聘したが朝氏がこれに従わなかったため、親房の命を受けた経長、行朝は真岡、烏山へと派軍し芳賀高貞父子を討ち取った。
興国元年/暦応3年（1340年）、経長・行朝軍が宇都宮・芳賀軍を討ち破ったが、小田城にあった小田治久は足利尊氏の命を受けた高師冬に降参してしまい、小田氏に見限られてしまった親房は関宗祐の関城（現在の茨城県筑西市）に入り、春日顕国は大宝城に楯籠もった。親房は経長に命じ、行朝を嚮導し常陸国伊佐郡の伊佐城の守りに入らせた。
この攻防が長年に渡り繰り広げられる（関城・大宝城の戦い）も、親房は敵と身内の両方から突き崩される結果となり、興国4年/康永2年（1343年）に関・大宝二城が陥落すると親房は吉野へと帰還してしまった。そして11月に伊佐城は遂に師冬軍に包囲される。経長と行朝は孤立無援となるもその包囲を突破し、行朝は自領へ戻った。経長は中村城に帰還したが尊氏、親房と2度の主君の失脚、そして宗藩の行朝の落延びに会い万策尽きるも、一時は鎌倉を攻め落とした際に共闘した宇都宮公綱、芳賀高名はその武名を貴び、経長を臣に取り込むことを善策と鑑み、中村の領地を宇都宮領にするを以って宇都宮領の境目の重要地である中村城を武名高い経長に任せた。中村城は宇都宮氏の臣として、以後戦国時代まで経長以降の中村氏累代が居住することになる。